# Англо-совјетска инвазија на Иран
Англо-совјетска инвазија на Иран (енгл. Operation Countenance; рус. Операция Согласие) била је инвазија британских и совјетских јединица на Иран за време Другог светског рата. Трајала је од 25. августа до 17. септембра 1941. године. Циљ инвазије био је да се обезбеде иранска налазишта нафте и успостави линија снабдевања за Совјетски Савез, који је тада био нападнут од немачког Вермахта.
Иако је Иран званично био неутрална држава, његов владар Реза Шах Пахлави је био пријатељски настројен према силама Осовине те је одбијао савезничке захтеве за изгоном немачких држављана. Свргнут је с власти током окупације а на његово место је постављен његов син Мохамед Реза Пахлави. Инвазија је остала упамћена по релативно врло малом броју жртава: мање од 1000 с иранске односно мање од 100 са савезничке, с обзиром да је владар уживао углавном негативну репутацију и иранска војска није му била лојална.
Дана 29. јануара 1942. склопљен је англо-совјетско-ирански споразум којим су се савезничке силе обавезале на поштовање иранске независности и територијалног интегритета, односно на повлачење трупа у року од шест месеци након завршетка Другог светског рата, док се Иран према споразуму обавезао да препусти неограничену употребу, надзор и одржавање кључних транспортних објеката у земљи чиме је створен тзв. персијски коридор.
Након краја рата у Европи британске трупе су се повукле, док су совјетске на северозападу земље одбиле да то учине што је довело до Иранске кризе.